# Centrum (Racibórz)
Centrum – jedna z najstarszych dzielnic Raciborza.

## Ulice
| - 1 Maja - Bankowa - Basztowa - Bolesława Prusa - Bończyka - Browarna - Bukowa - Chopina - Curie-Skłodowskiej - Czechowicka - Czekoladowa - Dąbrowskiego - Długa - pl. Długosza - Dobra - pl. Dominikański - Drzymały - pl. Dworcowy - Dworska - Działdowska - Filmowa - Gimnazjalna - Głowackiego - Grunwaldzka - Gwiaździsta - Jana Matejki - Jeziorowa - Józefa Bema - Józefa von Eichendorffa - Kasprowicza - Katowicka - Kilińskiego - Klasztorna - Kochanowskiego - Kolejowa - Konopnickiej - pl. Konstytucji 3 Maja - Kosmonautów - Kościuszki - Kowalska - Księżycowa - Lecznicza - Lipowa - Londzina - Ludwika - Lunonautów - Lwowska - Łąkowa - Marty - Matejki - Miarki - Mickiewicza - Miechowska | - Młyńska - Nowa - Nowomiejska - Ocicka - Odpoczynkowa - Odrzańska - Ogrodowa - Opawska - Parkowa - Piwna - Pocztowa - Podwale - Polna - Pomnikowa - Pracy - Radosna - Reymonta - Rostka - Różana - Różyckiego - Rybna - Rynek - Rzemieślnicza - Sejmowa - Sienkiewicza - Słoneczna - Słowackiego - Solna - Społeczna - Stalmacha - Stalowa - Staszica - Stefana Batorego - Szczęśliwa - Szewska - Środkowa - pl. Targowy - Wandy - Warszawska - Waryńskiego - Wczasowa - Wileńska - Willowa - Winna - pl. Władysława Jagiełły - Wojska Polskiego - pl. Wolności - Wyszyńskiego - Zborowa - Żeromskiego - Żwirki i Wigury - Źródlana |